# Chad Knight
Chad Knight (* 24. Oktober 1970 in Sacramento, Kalifornien) ist ein ehemaliger US-amerikanischer Pornodarsteller.

## Leben
Chad Knight war als Pornodarsteller von 1991 bis 2004 tätig und spielte in etwa 85 Filmen mit. Er war hauptsächlich in homosexuellen Pornofilmen tätig, drehte aber auch eine Handvoll bisexuelle Filme. Zum Pornofilm kam er mit 18 Jahren, als er sich mit Jason Hunter anfreundete, der wie er, ebenfalls heterosexuell war, aber hauptsächlich in schwulen Pornofilmen mitmachte.
1996 wurde er mit einem Grabby Award als bester Darsteller ausgezeichnet.
1999 verließ er die Pornoindustrie zum ersten Mal, da er Angst hatte, dass seine Stieftöchter wegen ihm gemobbt werden. Er kehrte jedoch 2002 kurzzeitig zurück und drehte seine letzten Pornofilme 2004.

## Privatleben
Chad Knight heiratete im gleichen Jahr in dem seine Pornokarriere begann. Seine Frau tolerierte seine Arbeit, war jedoch nicht sehr angetan von den bisexuellen Filmen, in denen er mitspielte.

## Filmografie (Auswahl)
- 1991: He’s Gotta Have It
- 1995: The Other Side of Aspen III – Snowbound (Falcon)
- 1995: The Other Side of Aspen IV – The Rescue (Falcon)
- 1995: Bad Moon Rising (All Worlds)
- 2004: Longshot  (Falcon)
- 2004: Porn Academy  (Falcon)

## Artikel und Bilder in Zeitschriften (Auswahl)
- 1991:  Inches (September) Obsessions (November), Stars (Dezember); Bolt (August) Stroke
- 1992:  Advocate Men (Juni) Jock(März) Manshots (April, Oktober und Dezember) Playguy (Juli) Rump (Dezember) Skinflicks (April) Obsession (August)
- 1993:  Inches (Dezember) Manshots (April) Stallion (1993)
- 1995:  Advocate Men (Januar) All Man (Dezember) Savage Male (Juni)
- 1996:  All Man (November) Blueboy (November) Jock (November) Mandate (April); Stroke
- 1997:  Unzipped (Oktober) XXX Showcase (1997)
- 1998:  All Man (Juli) Jock (Januar), Manshots (Mai & Juni & September), Skinflicks (Dezember)
- 2001:  Advocate Men (November)
- 2002:  Indulge, Ausgabe 077
- 2005:  Jock (September)

## Preise und Auszeichnungen (Auswahl)
- 1995: Gay Erotic Video Awards, Bester Darsteller für The Other Side of Aspen III & IV (Falcon)
- 1995: Gay Erotic Video Awards, Beste Erotikszene für Bad Moon Rising (All Worlds Video)
- 1995: Gay Erotic Video Awards, Beste Oralszene für Bad Moon Rising (All Worlds Video)
- 1996: Grabby Awards, Bester Darsteller für Bad Moon Rising (All Worlds Video) und The Other Side of Aspen III & IV (Falcon Studios)[2]